# Gunnar Landelius
 Anders  Gunnar Landelius, född 20 mars 1918 i Sofia församling, Stockholm, död där 8 april 2000, var en svensk ishockey-, fotbolls- och bandyspelare. 
 Han spelade back i Hammarby IF och i Sveriges herrlandslag i ishockey. Landelius spelade för Hammarby mellan 1941 och 1950 och erövrade tre svenska mästerskap i ishockey (1942, 1943 och 1945). Han deltog i två internationella turneringar, VM i ishockey 1947 i Prag i dåvarande Tjeckoslovakien, och i de Olympiska vinterspelen 1948 i ishockey som spelades i St. Moritz i Schweiz. Han blev utsedd till turneringens bästa back 1947.

## Meriter
- SM-guld 1942, 1943, 1945
- OS-fyra 1948
- VM-femma 1948
- EM-brons 1948
- Utsedd till bäste back i VM 1947
- VM-silver 1947
- EM-silver 1947